# Po poyas v nebe
Po poyas v nebe (em russo:  По пояс в небе, em português:  Cintura-profunda no Céu) é o álbum solo de estréia do rock cantor russo Nikolai Noskov.

## Faixas
1. По пояс в небе (Cintura-profunda no Céu) — 5:25
2. А на меньшее я не согласен (E quanto menos eu não concordo) — 4:20
3. Я не верю (Eu não acredito) — 4:50
4. Побудь со мной (Ficar comigo) — 4:31
5. Зачем (Por quê?) — 5:47
6. Тальяночка (Talyanochka) — 4:38
7. Любовь и еда (Amor e alimentos) — 3:39
8. Иду ко дну (I ir para o fundo) — 3:35
9. Фенечка (Fenichka) — 4:30
10. Спасибо (Obrigado) — 5:08